# ドトリアコンタン
ドトリアコンタン (dotriacontane) は炭化水素の1種で、炭素が32連なった直鎖アルカン。分子式は C32H66。分子量は450.8664。融点は69 ℃。沸点は467 ℃。構造異性体の種類は27711253769。